# Hormisa orciferalis
Hormisa orciferalis är en fjärilsart som beskrevs av Walker 1858. Hormisa orciferalis ingår i släktet Hormisa och familjen nattflyn. Inga underarter finns listade i Catalogue of Life.